# یواس‌آرسی اسکامل (۱۷۹۱)
یواس‌آرسی اسکامل (۱۷۹۱) (به انگلیسی: USRC Scammel (1791)) یک کشتی بود که طول آن ۵۷٫۶ فوت (۱۷٫۶ متر) بود. این کشتی در سال ۱۷۹۱ ساخته شد.